# Sky ProCycling/Saison 2012
Dieser Artikel listet Erfolge und Fahrer des Radsportteams Sky ProCycling in der Saison 2012 auf.

## Erfolge in der UCI World Tour
| Datum             | Rennen                                | Sieger               |
| ----------------- | ------------------------------------- | -------------------- |
| 8. März           | 2. Etappe Tirreno–Adriatico           | Mark Cavendish       |
| 9. März           | 3. Etappe Tirreno–Adriatico           | Edvald Boasson Hagen |
| 11. März          | 8. Etappe Paris–Nizza (BZF)           | Bradley Wiggins      |
| 4.–11. März       | Gesamtwertung Paris–Nizza             | Bradley Wiggins      |
| 22. März          | 4. Etappe Volta Ciclista a Catalunya  | Rigoberto Urán       |
| 24. April         | Prolog Tour de Romandie (EZF)         | Geraint Thomas       |
| 25. April         | 1. Etappe Tour de Romandie            | Bradley Wiggins      |
| 29. April         | 5. Etappe Tour de Romandie (EZF)      | Bradley Wiggins      |
| 24.–29. April     | Gesamtwertung Tour de Romandie        | Bradley Wiggins      |
| 6. Mai            | 2. Etappe Giro d’Italia               | Mark Cavendish       |
| 10. Mai           | 5. Etappe Giro d’Italia               | Mark Cavendish       |
| 18. Mai           | 13. Etappe Giro d’Italia              | Mark Cavendish       |
| 6. Juni           | 3. Etappe Critérium du Dauphiné       | Edvald Boasson Hagen |
| 7. Juni           | 4. Etappe Critérium du Dauphiné (EZF) | Bradley Wiggins      |
| 3.–10. Juni       | Gesamtwertung Critérium du Dauphiné   | Bradley Wiggins      |
| 2. Juli           | 2. Etappe Tour de France              | Mark Cavendish       |
| 7. Juli           | 7. Etappe Tour de France              | Chris Froome         |
| 9. Juli           | 9. Etappe Tour de France (EZF)        | Bradley Wiggins      |
| 11. Juli          | 2. Etappe Polen-Rundfahrt             | Ben Swift            |
| 14. Juli          | 5. Etappe Polen-Rundfahrt             | Ben Swift            |
| 20. Juli          | 18. Etappe Tour de France             | Mark Cavendish       |
| 21. Juli          | 19. Etappe Tour de France (EZF)       | Bradley Wiggins      |
| 22. Juli          | 20. Etappe Tour de France             | Mark Cavendish       |
| 30. Juni–22. Juli | Gesamtwertung Tour de France          | Bradley Wiggins      |
| 26. August        | Grand Prix Ouest France               | Edvald Boasson Hagen |
| 9. September      | Grand Prix Cycliste de Montréal       | Lars Petter Nordhaug |

## Erfolge in der UCI Asia Tour
| Datum      | Rennen                  | Kat. | Fahrer         |
| ---------- | ----------------------- | ---- | -------------- |
| 7. Februar | 3. Etappe Tour of Qatar | 2.HC | Mark Cavendish |
| 9. Februar | 5. Etappe Tour of Qatar | 2.HC | Mark Cavendish |

## Erfolge in der UCI Europe Tour
| Datum           | Rennen                                     | Kat. | Fahrer               |
| --------------- | ------------------------------------------ | ---- | -------------------- |
| 7. Februar      | Trofeo Deià                                | 1.1  | Lars Petter Nordhaug |
| 16. Februar     | 2. Etappe Volta ao Algarve                 | 2.1  | Edvald Boasson Hagen |
| 17. Februar     | 3. Etappe Volta ao Algarve                 | 2.1  | Richie Porte         |
| 19. Februar     | 5. Etappe Volta ao Algarve (EZF)           | 2.1  | Bradley Wiggins      |
| 15.–19. Februar | Gesamtwertung Volta ao Algarve             | 2.1  | Richie Porte         |
| 26. Februar     | Kuurne–Brüssel–Kuurne                      | 1.1  | Mark Cavendish       |
| 19. Mai         | 4. Etappe Tour of Norway                   | 2.1  | Edvald Boasson Hagen |
| 16.–20. Mai     | Gesamtwertung Tour of Norway               | 2.1  | Edvald Boasson Hagen |
| 24. Mai         | 2. Etappe Bayern-Rundfahrt                 | 2.HC | Michael Rogers       |
| 26. Mai         | 4. Etappe Bayern-Rundfahrt (EZF)           | 2.HC | Michael Rogers       |
| 23.–27. Mai     | Gesamtwertung Bayern-Rundfahrt             | 2.HC | Michael Rogers       |
| 13.–17. Juni    | Gesamtwertung Ster ZLM Toer                | 2.1  | Mark Cavendish       |
| 24. Juni        | Britische Meisterschaft – Straßenrennen    | CN   | Ian Stannard         |
| 24. Juni        | Norwegische Meisterschaft – Straßenrennen  | CN   | Edvald Boasson Hagen |
| 24. August      | 3. Etappe Post Danmark Rundt               | 2.HC | Lars Petter Nordhaug |
| 26. August      | 6. Etappe Post Danmark Rundt               | 2.HC | Mark Cavendish       |
| 2. September    | Britische Meisterschaft – Einzelzeitfahren | CN   | Alex Dowsett         |
| 9. September    | 1. Etappe Tour of Britain                  | 2.1  | Luke Rowe            |
| 11. September   | 3. Etappe Tour of Britain                  | 2.1  | Mark Cavendish       |
| 12. September   | 4. Etappe Tour of Britain                  | 2.1  | Mark Cavendish       |
| 16. September   | 8. Etappe Tour of Britain                  | 2.1  | Mark Cavendish       |
| 27. September   | GranPiemonte                               | 1.HC | Rigoberto Urán       |

## Abgänge – Zugänge
| Zugänge           | Team 2011                                     | Abgänge           | Team 2012               |
| ----------------- | --------------------------------------------- | ----------------- | ----------------------- |
| Mark Cavendish    | HTC-Highroad                                  | Steve Cummings    | BMC Racing Team         |
| Bernhard Eisel    | HTC-Highroad                                  | Simon Gerrans     | Orica GreenEdge         |
| Danny Pate        | HTC-Highroad                                  | Morris Possoni    | Lampre-ISD              |
| Kanstanzin Siuzou | HTC-Highroad                                  | Greg Henderson    | Lotto Belisol Team      |
| Richie Porte      | Saxo Bank-SunGard                             | Serge Pauwels     | Omega Pharma-Quick Step |
| Sergio Henao      | Gobernación de Antioquia-Indeportes Antioquia | John-Lee Augustyn | Utensilnord Named       |
| Salvatore Puccio  | Neoprofi                                      | Russell Downing   | Endura Racing           |
| Luke Rowe         | Neoprofi                                      | Kurt Asle Arvesen | Karriereende            |
|                   |                                               | Kjell Carlström   | Karriereende            |
|                   |                                               | Dario Cioni       | Karriereende            |

## Mannschaft
| Fahrer               | Geburtsdatum       | Nationalität           |              |
| -------------------- | ------------------ | ---------------------- | ------------ |
| Davide Appollonio    | 2. Juni 1989       | Italien                |              |
| Michael Barry        | 18. Dezember 1975  | Kanada                 |              |
| Edvald Boasson Hagen | 17. Mai 1987       | Norwegen               |              |
| Mark Cavendish       | 21. Mai 1985       | Vereinigtes Königreich |              |
| Alex Dowsett         | 3. Oktober 1988    | Vereinigtes Königreich |              |
| Bernhard Eisel       | 17. Februar 1981   | Österreich             |              |
| Juan Antonio Flecha  | 17. September 1977 | Spanien                |              |
| Chris Froome         | 20. Mai 1985       | Vereinigtes Königreich |              |
| Mathew Hayman        | 20. April 1978     | Australien             |              |
| Sergio Henao         | 10. Dezember 1987  | Kolumbien              |              |
| Jeremy Hunt          | 12. März 1974      | Vereinigtes Königreich |              |
| Peter Kennaugh       | 15. Juni 1989      | Vereinigtes Königreich |              |
| Christian Knees      | 5. März 1981       | Deutschland            |              |
| Thomas Lövkvist      | 4. April 1984      | Schweden               |              |
| Lars Petter Nordhaug | 14. Mai 1984       | Norwegen               |              |
| Danny Pate           | 24. März 1979      | Vereinigte Staaten     |              |
| Richie Porte         | 30. Januar 1985    | Australien             |              |
| Salvatore Puccio     | 31. August 1989    | Italien                |              |
| Michael Rogers       | 20. Dezember 1979  | Australien             |              |
| Luke Rowe            | 10. März 1990      | Vereinigtes Königreich |              |
| Kanstanzin Siuzou    | 9. August 1982     | Belarus                |              |
| Ian Stannard         | 25. Mai 1987       | Vereinigtes Königreich |              |
| Christopher Sutton   | 10. September 1984 | Australien             |              |
| Ben Swift            | 5. November 1987   | Vereinigtes Königreich |              |
| Geraint Thomas       | 25. Mai 1986       | Vereinigtes Königreich |              |
| Rigoberto Urán       | 26. Januar 1987    | Kolumbien              |              |
| Bradley Wiggins      | 28. April 1980     | Vereinigtes Königreich |              |
| Xabier Zandio        | 17. März 1977      | Spanien                |              |
| Stagiaires           | Stagiaires         | Nationalität           | Nationalität |
| Davide Martinelli    | Davide Martinelli  | Italien                |              |